# Spathoderma
Spathoderma är ett släkte av blötdjur. Spathoderma ingår i familjen Prochaetodermatidae.
Kladogram enligt Catalogue of Life:
| Spathoderma | \| \| Spathoderma californicum \| \| \| \| \| \| Spathoderma clenchi \| \| \| \| |
|             | \| \| Spathoderma californicum \| \| \| \| \| \| Spathoderma clenchi \| \| \| \| |
|             | Prochaetoderma                                                                   |
|             |                                                                                  |
|             | Spathoderma californicum                                                         |
|             |                                                                                  |
|             | Spathoderma clenchi                                                              |
|             |                                                                                  |

|  | Spathoderma californicum |
|  |                          |
|  | Spathoderma clenchi      |
|  |                          |